# Інгібування
Інгібування ( англ. inhibition) — зменшення швидкості реакції під впливом певної речовини (інгібітора), яка взаємодіє з реагентом, каталізатором чи інтермедіатом.
Напр., молекулярний кисень, хінони часто інгібують реакції полімеризації за участю радикалів, виступаючи
як пастки радикалів.
Сту́пінь інгібува́ння (рос. степень ингибирования; англ. degree of inhibition; нім. Inhibitionsgrad m) — ступінь зменшення швидкості реакції βі, який оцінює зміну швидкостей у відсутності (W0) та за участю інгібітору (W): βі = (W0 — W)/W0.
Автоінгібування (autoinhibition) або Автоотруєння — явище гальмування реакції її продуктами.
Інгібування кінцевим продуктом (feed-back inhibition (end product inhibition)) — у біохімії — метаболічний контрольний механізм, в якому кінцеві продукти біохімічного процесу здатні інгібувати активність ензима, що каталізує попередні стадії цього ж процесу. Синонім — інгібування за механізмом зворотного зв'язку.